# Сен-Сатюрнен-дю-Буа
Сен-Сатюрне́н-дю-Буа́ (фр. Saint-Saturnin-du-Bois) — коммуна во Франции, находится в регионе Пуату — Шаранта. Департамент коммуны — Шаранта Приморская. Входит в состав кантона Сюржер. Округ коммуны — Рошфор.
Код INSEE коммуны — 17394.

## Население
Население коммуны на 2010 год составляло 880 человек.
| 1962 | 1968 | 1975 | 1982 | 1990 | 1999 | 2010 |
| ---- | ---- | ---- | ---- | ---- | ---- | ---- |
| 675  | 707  | 648  | 642  | 685  | 744  | 880  |